# David Trimble

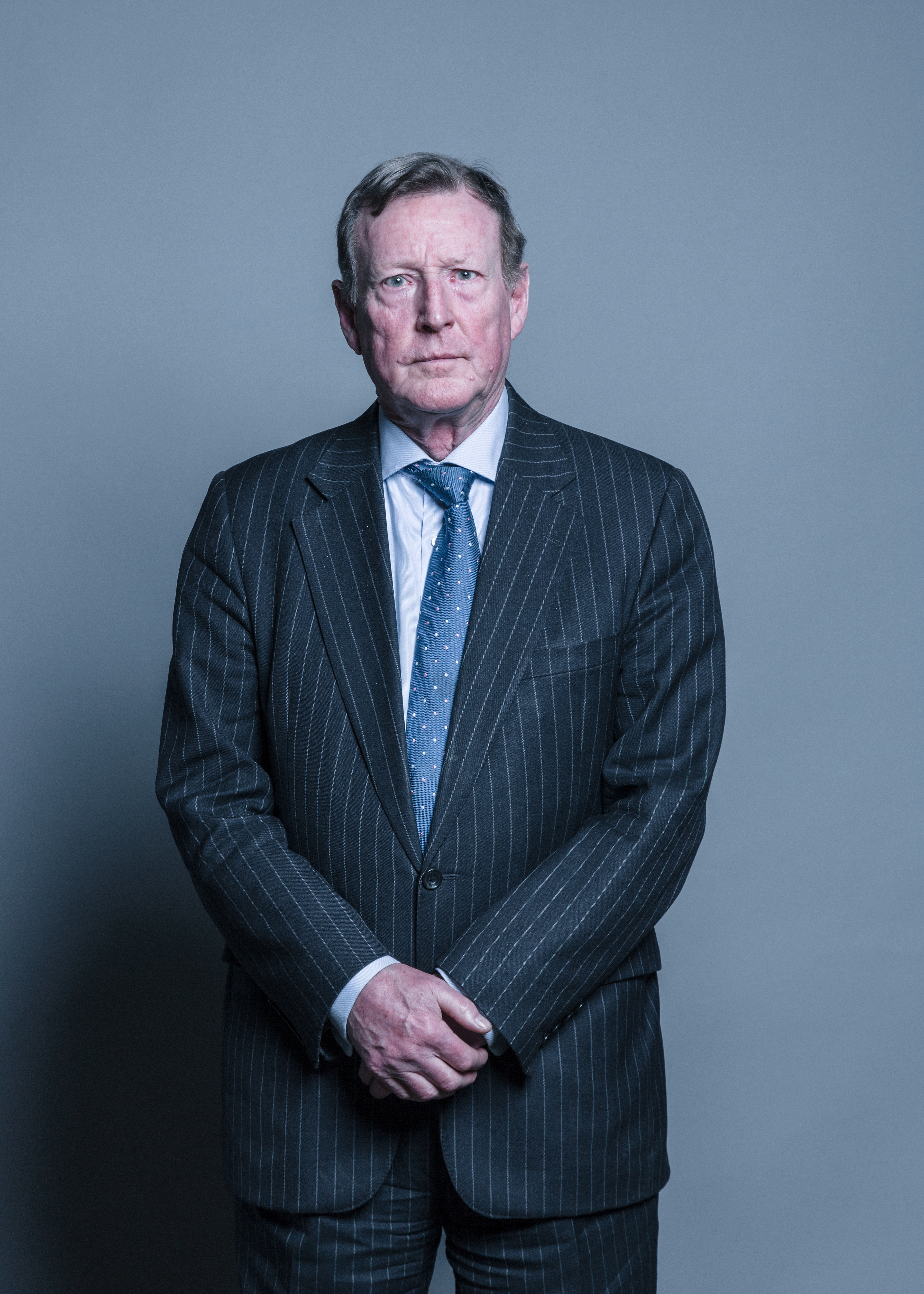
Porträt David Trimbles im Jahr 2018

William David Trimble, Baron Trimble (* 15. Oktober 1944 in Bangor, County Down; † 25. Juli 2022 in Belfast) war ein britischer und nordirischer Politiker. Er war von 1995 bis 2005 Vorsitzender der Ulster Unionist Party (UUP) und von 1998 bis 2002 mit zwei Unterbrechungen First Minister von Nordirland. Daneben war Trimble von 1990 bis 2005 Mitglied des britischen Unterhauses und von 2006 bis zu seinem Tod Mitglied des House of Lords. 1998 wurde David Trimble gemeinsam mit John Hume für seine Bemühungen um eine friedliche Lösung des Nordirlandkonflikts mit dem Friedensnobelpreis ausgezeichnet.

## Leben und Werk
David Trimble wurde 1944 als Sohn eines Ministerialbeamten und einer Sekretärin in Bangor, 20 km nordöstlich von Belfast geboren. Er ging auf die Bangor Grammar School und studierte später Rechtswissenschaft an der Queen’s University in Belfast. Das Studium beendete er 1968 mit dem Bachelor of Laws. 1969 wurde er als Rechtsanwalt zugelassen, im selben Jahr begann er als Dozent an der Universität zu arbeiten. Dort fungierte er von 1973 bis 1975 als Prodekan der juristischen Fakultät, ab 1977 hatte er den Status eines Senior Lecturer, von 1989 bis 1989 leitete er den Fachbereich für Handels- und Immobilienrecht der Queen’s University. Er heiratete 1978 Daphne Orr, mit der er zwei Söhne und zwei Töchter bekam. Trimble starb am 25. Juli 2022.

### Politische Karriere bis 1995
David Trimble setzte sich seit den frühen 1970er-Jahren als Mitglied der Vanguard Unionist Progressive Party (VUPP oder Ulster Vanguard), einer radikalen Abspaltung von der Ulster Unionist Party (UUP), für die Ziele der protestantischen Unionisten Nordirlands ein, die eine Festigung der Bindung an Großbritannien erstreben. Er arbeitete als Rechtsberater des Ulster Workers’ Council, einer unionistischen Gewerkschaft, die im Mai 1974 einen Generalstreik gegen das Abkommen von Sunningdale zwischen Großbritannien, der Republik Irland und den gemäßigten Parteien Nordirlands führte. Trimble gehörte von 1975 bis 1976 als Vertreter des Wahlkreises Belfast South der gewählten Verfassunggebenden Versammlung Nordirlands an, die als Reaktion auf das Scheitern des Sunningdale-Abkommens gebildet wurde. Wie der Parteivorsitzende William Craig sprach sich Trimble für eine freiwillige Zusammenarbeit der Ulster Vanguard mit der Social Democratic and Labour Party (SDLP) aus, der größten und gemäßigten Partei der irischen Nationalisten. Dieser Vorschlag war innerhalb der VUPP sehr umstritten, die Partei spaltete sich daraufhin. Nach ihrem Bedeutungsverlust verschmolz die VUPP 1978 wieder mit der gemäßigteren Ulster Unionist Party, der auch Trimble seither angehörte.
1985 wurde David Trimble Mitglied der Ulster Clubs, die als extremistische Verbünde jeden Einfluss Irlands auf die Entwicklung in Nordirland bekämpften. Im Mai 1990 wurde Trimble in das britische House of Commons gewählt und gehörte als Teil der Orange Society zu den Radikalen innerhalb seiner Partei. Er stellte sich auch einem Friedensabkommen nach dem Waffenstillstand der Irish Republican Army (IRA) im Februar 1995 und einer Annäherung der katholischen Partei Sinn Féin entgegen und galt als einer der entschiedensten Gegner eines irisch-britischen Rahmenabkommens. Im Juli 1995 zog Trimble, Hand in Hand mit Ian Paisley von der radikaleren Democratic Unionist Party (DUP), an der Spitze eines Marschs des Oranier-Ordens durch ein katholisches und irisch-nationalistisches Viertel von Portadown, wobei es zu gewaltsamen Auseinandersetzungen mit der Polizei kam („Drumcree stand-off“).

### UUP-Vorsitz, Regierungsführung und Friedensarbeit

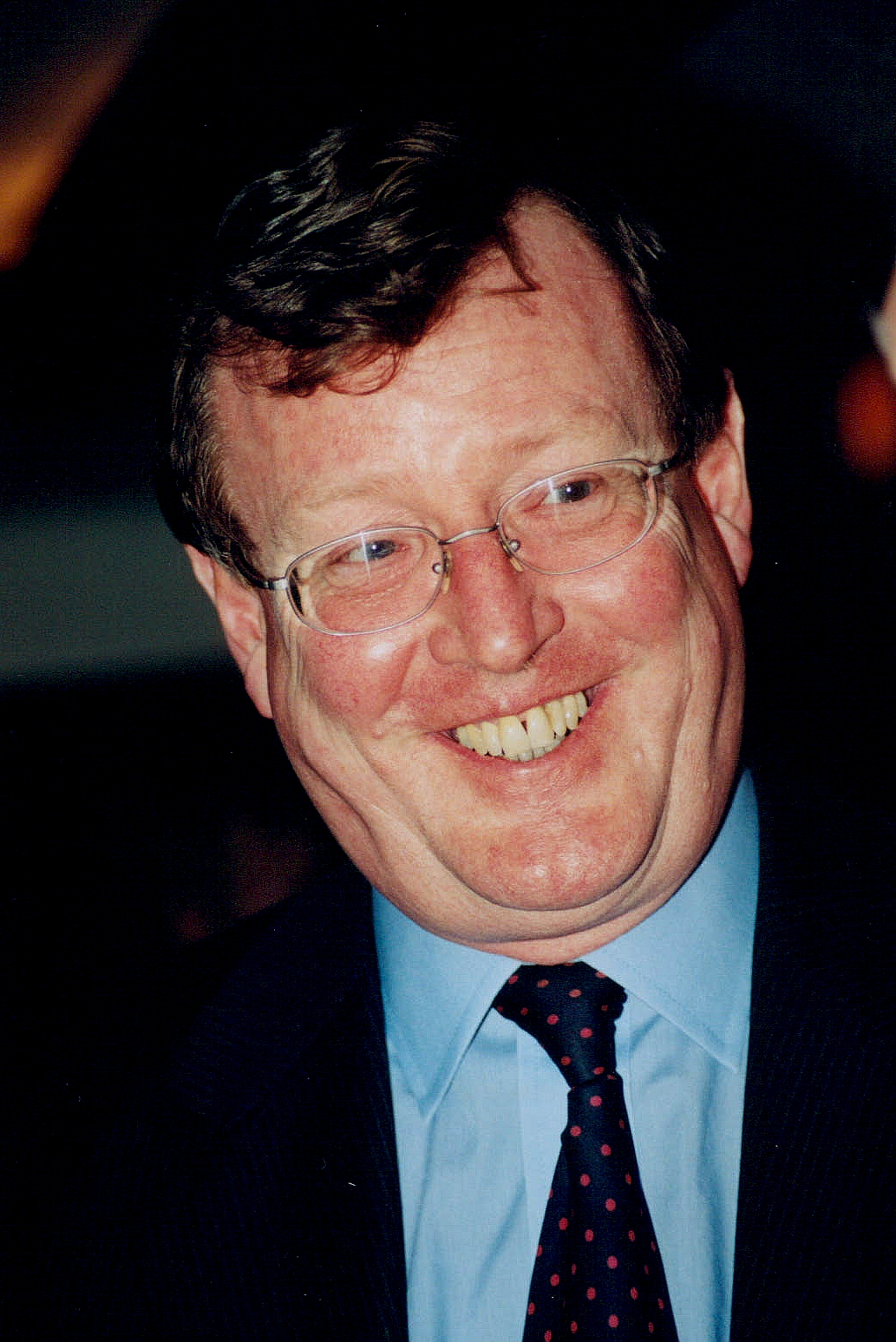
Trimble im Jahr 2001 in Washington, D.C.

Nach dem Rücktritt des langjährigen Parteiführers James Molyneaux wurde Trimble am 8. September 1995 von den Mitgliedern des Ulster Unionist Council zum Vorsitzenden der UUP gewählt, wobei er sich unter anderem gegen John Taylor durchsetzte. In dieser Rolle begann er mit der aktiven Friedensarbeit, indem er sich gegen den Widerstand in seiner eigenen Partei für eine Versöhnungsbereitschaft mit den sozial benachteiligten und katholischen Gesprächspartnern einsetzte und 1996 kam es erstmals zur Geste des Handreichens als Signal einer Versöhnung zwischen ihm und seinem politischen Gegner Gerry Adams, dem Vorsitzenden der Sinn Féin. Auch sein Zusammentreffen mit dem irischen Regierungschef John Bruton in Dublin war ein Zeichen für seinen Reformwillen und wurde als historischer Moment bezeichnet.
Im April kam es zu Verhandlungen zwischen dem britischen Regierungschef Tony Blair, seinem irischen Amtskollegen Bertie Ahern, David Trimble und Gerry Adams, geführt von dem US-amerikanischen Senator George J. Mitchell. Diese gipfelten in dem am Karfreitag, 10. April 1998 in Belfast geschlossenen Friedensabkommen für Nordirland, welches der Provinz einen halbautonomen Status gab. In der folgenden Wahl im Juni 1998 zur Nordirland-Versammlung wurde die UUP mit Trimble an der Spitze stärkste Partei mit 28 Sitzen, gefolgt von der SDLP unter John Hume mit 24 und Sinn Féin unter Adams mit 18 Sitzen. Bei dieser Wahl wurde Trimble selbst, ebenso wie bei der Wahl im November 2003 als Abgeordneter des Wahlkreises Upper Bann gewählt. Das Mandat nahm er parallel zu seinem Sitz im britischen Unterhaus (bis 2005) wahr.
Am 1. Juli 1998 wurde David Trimble in der Regionalversammlung zum First Minister und Seamus Mallon von der SDLP zum Deputy First Minister gewählt. Am 10. Dezember desselben Jahres erhielt Trimble gemeinsam mit John Hume den Friedensnobelpreis stellvertretend für alle Akteure am nordirischen Friedensprozess, darunter die Regierungen Großbritanniens und Irlands ebenso wie Gerry Adams und Martin McGuinness, die einen großen Anteil an der Waffenruhe der IRA hatten. Aufgrund der Weigerung der IRA, ihre Waffen abzugeben, trat Trimble Anfang Juli 2001 zurück, wurde aber im November desselben Jahres erneut zum First Minister gewählt. Nach der Aufdeckung eines angeblichen Spionagerings der IRA im nordirischen Parlament („Stormontgate“) im Oktober 2002 löste die britische Regierung die Nordirland-Versammlung und die Regionalregierung auf und unterstellte Nordirland bis 2007 wieder ihrer direkten Kontrolle (direct rule). Trimbles Rücktritt als Vorsitzender der Ulster Unionist Party 2005 machte Ian Paisley erneut zum „Gesicht“ der Unionisten.
Am 2. Juni 2006 wurde David Trimble mit dem Titel Baron Trimble, of Lisnagarvey in the County of Antrim, zum Life Peer erhoben und saß seitdem im House of Lords. 2007 trat er der Conservative Party bei.